# 海因里希·弗里德里希·卡尔·冯·施泰因帝国男爵
海因里希·弗里德里希·卡尔·冯·施泰因帝国男爵（Heinrich Friedrich Karl Reichsfreiherr vom und zum Stein，1757年10月25日—1831年6月29日），通称施泰因男爵（Baron vom und zum Stein），普鲁士王国民族主义和民主主义政治家、改革者。以其在耶拿戰役後在普魯士發起的改革而聞名，該改革奠定了普魯士近代崛起的基礎。二戰前的德国社会中，人们普遍认可普鲁士统一德意志民族的是历史赋予的使命。因此许多歷史學家，如海因里希·馮·特赖奇克，將这一改革視為了實現德意志統一和德意志帝國建立的第一步。

## 生平
施泰因出生于拿骚的一个神圣罗马帝国骑士家族，1773年起就读于哥廷根大学，施泰因在求学期间深为英国政治制度吸引，法国人伏尔泰、卢梭和塔列朗等人的思想也深深影响了施泰因。毕业后，施泰因由于对腓特烈大帝的崇拜，於1780年成为普鲁士王国的一名公务员，在矿业和工业部就职。
1785年，施泰因被任命为普鲁士驻美因茨大使，但是很快他便发现自己兴趣并不在外交方面，于是在设法出使英国一次后，他於1787年出任普王在威悉河以西领地的Kammerdirektor一职，负责内政和战争事务。1796年，他晋升为普鲁士在威斯特伐利亚地区所有领地的总管。在其任期中，最重要的一项贡献当属主持了鲁尔区的运河开掘，这使得当地的煤炭资源得以外运，直接奠定了鲁尔区的经济基础。
施泰因是法国大革命的同情者，他并不赞同普鲁士国内高涨的对法国进行军事干涉的呼声，但是始终警惕着法国军事力量的崛起。普鲁士在1795年至1806年间，一直对法国和反法同盟之间的战争持中立态度，但是却并没有在此期间增强国力。1806年，不顾施泰因一再的反对，普鲁士贸然与法国开战，结果在耶拿战役中遭到了毁灭性的惨败。
此后，普王腓特烈·威廉三世希望施泰因能主持对法国的外交和谈，但是被施泰因拒绝，腓特烈·威廉被其态度激怒，下令撤去其一切职务。但是普鲁士的其他大臣均未能挽转局势，普鲁士最后还是被迫与法国签订了《提尔西特和约》，割让了16万平方公里的国土。心灰意冷的腓特烈·威廉在此之后终于在1807年10月8日任命施泰因为王国首相，并授予其广泛的权力以推行改革。 
上任的第二天，施泰因立即颁布命令，宣布在三年后将全部废止普鲁士的农奴制度，并允许土地自由买卖。他之后又推行了一系列的改革，鼓励人民参与政治，实施地方自治，改组中央政府机构。他的改革思想很快引起了拿破仑一世的警觉，借口其在私人信件中进行反法宣传，拿破仑逼迫腓特烈·威廉将施泰因免职。之后，拿破仑没收了施泰因的财产，并在1808年12月10日宣布施泰因为法国和莱茵邦聯的敌人。次年1月，施泰因在朋友的保护下逃亡波希米亚。
1812年，由于奥地利加入法国一方对俄国开战，斯泰因被迫离开奥地利前往圣彼得堡，他是在关键时刻劝说沙皇亚历山大一世拒绝与法国媾和的主要力量之一，在拿破仑战败后，施泰因又第一时刻鼓励亚历山大一世对法军进行追击，以解放受法国控制的大半个欧洲。
1813年2月5日，根据普鲁士与俄国达成的协议，施泰因回到普鲁士政府，他的任务是确保普鲁士为俄军提供追击法军的道路。此后，反法同盟诸国一致认为施泰因应该出任新占领地区的临时总督。
法国战败后，施泰因希望能够成立一个完整的德意志国家，但是他的这一理想被奥地利的梅特涅在维也纳和会上打破了，梅特涅成功地使奥地利保留了在德意志中南部的统治地位。由于反对腓特烈·威廉宣布推迟在普鲁士实行代议制民主制度，施泰因在维也纳和会后宣布退休。在此之后，他一直致力于研究历史。1831年6月29日，他在威斯特伐利亚的家中病逝。